# Noel Orduño
Noel Orduño (Colombia, 5 de mayo de 1961) es un destacado actor y presentador de televisión. Ganador del premio a la mejor actuación juvenil en la telenovela Huracán.

## Biografía
Su carrera inició en el año 2009 con su participación en la telenovela Otoño como "Santiaguito".
En el año 2010 se integra a La primavera, interpretando a "Luis".
En 2011, entra a la telenovela Chocolate de amor como "Álvaro" . También a Enamorada como participación especial siendo "Ángel Colosio".
En 2012 se integra a El pollo es mi gallo interpretando a "El Güero" y también a Tu mirada como participación especial con su personaje "Alonso Aveldaño".
En 2013 inició la presentación como protagonista juvenil en Huracán como Carlos; "El Güerito Mexicano".
En la telenovela de 2014, Ave María, fue "Eugenio" , una participación especial.
En 2016 inició su actuación como "Edgardo Durán", protagonista principal de la telenovela El güero.

## Telenovela
- El rastro viejo (2019) - Iván Barrón (Protagonista)
- El güero (2016) - Edgardo Durán (Protagonista)
- Ave maría (2014) - Eugenio (Actuación especial)
- Huracán (2013) - Carlos "El Güerito Mexicano" (Protagonista Juvenil)
- El pollo es mi gallo (2012) - "El Güero" (Estelar)
- Tu mirada (2012) - Alonso Aveldaño (Reparto)
- Enamorada (2011) - Ángel Colosio (Actuación especial)
- Chocolate de amor (2011) - Álvaro (Reparto)
- La primavera (2010) - Luis (Reparto)
- Otoño (2009) - Santiaguito (Reparto)

## Premios y nominaciones

### Premios TV y Novelas
| Año  | Categoría           | Telenovela | Resultado |
| ---- | ------------------- | ---------- | --------- |
| 2014 | Mejor actor juvenil | Huracán    | Ganador   |

- Datos: Q16301320